# Список политических партий Кирибати

Герб Кирибати

В этой статье перечислены политические партии Кирибати. 
В Кирибати существует неформальная партийная система. По этой теме на сайте Палаты собрания Кирибати говорится следующее:

Партии представляют собой свободные группировки, а не дисциплинированные блоки, практически не имеющие структуры. Члены могут несколько раз менять свою лояльность во время своего пребывания в должности. Они также часто голосуют в соответствии с особыми интересами своего электората по определённым вопросам.Оригинальный текст (англ.)The parties are loose groupings rather than disciplined blocks, with little or no structure. Members may change allegiance on a number of occasions during their tenure. It is also common for members to vote according to the special interests of their electorate on certain issues.

## Партии

### Существующие партии
- Бутокаан Кирибати Моа. Создана в мае 2020 года в результате слияния партий «Боутокаан Те Коауа» и «Кирибати Моа».
- Тобваан Кирибати. Создана в результате слияния «Маурин Кирибати», Национальной прогрессивной партии и «Манебан Те Маури».

### Бывшие партии
- Боутокаан Те Коауа.
- Гильбертская национальная партия. Основана в 1965 году, первая партия колонии Острова Гилберта и Эллис.
- Кирибати Моа.
- Манебан Те Маури.
- Маурин Кирибати.
- Национальная прогрессивная партия. Создана в колонии Острова Гилберта и Эллис.
- Объединённая коалиционная партия.
- Христианско-демократическая партия.